# Christopher McCandless
Christopher McCandless (n. 12 februarie 1968 – d. 18 august(?) 1992) a fost un aventurier "estet" american care, în aprilie 1992 - cu puțină hrană și echipament, a mers în Alaska pentru a trăi un timp singur în sălbăticie ducând o viață simplă  și de căutare existențială. Patru luni mai târziu cadavrul său a fost găsit (cântărind numai 30 Kg) într-un autobuz parăsit, pe care-l folosise ca adăpost, lângă Lacul Wentitika în Parcul Național Denali; foarte probabil cauza morții a fost înfometarea.
În ianuarie 1993, în revista lunara Outside, Jon Krakauer publică povestea lui Chris McCandless. Pornind de la acest articol și adăugând detalii si materiale suplimentare în 1996 Krakauer scoate cartea Into the Wild (În sălbăticie), în care descrie aventurile lui Chris și încearcă să surprindă  personalitatea și motivațiile acestuia. După carte, actorul și regizorul american Sean Penn face în 2007 filmul omonim (Into the Wild) cu actorul Emile Hirsch în rolul lui Christopher McCandelss. În același an, Ron Lamothe filmează documentarul The Call of the Wild retrasând călatoriile lui McCandless și discutând despre aventura acestuia și semnificația ei cu (o parte din) persoanele care l-au întâlnit dar și cu persoane care n-auziseră de el.
Un articol de mare întindere despre Christopher McCandless a apărut în numărul din 8 februarie 1993 al revistei The New Yorker.

## Adolescența
Christopher McCandless s-a născut în El Segundo, California, fiind primul din cei doi copii ai lui Walter "Walt" McCandless și ai Wilhelminei "Billie" Johnson: Chris și sora sa mai mică, Carine. În 1976 familia se mută în Annandale, Virginia, o suburbie a orașului Washington, D.C., după ce Walt fusese angajat ca specialist în antene la NASA. Mama sa a lucrat ca secretară la compania Hughes Aircraft iar mai târziu s-a ocupat împreună cu soțul ei de compania de consultanță pe care acesta a deschis-o în propria lor casă. Walt și Billie se certau adesea și, se pare că de câteva ori, au ajuns chiar în pragul divorțului. Chris si Carine mai aveau șase frați vitregi din prima căsătorie a lui Walt. Acesta nu divorțase de prima sa soție când Chris și Carine s-au născut; Chris n-a stiut de acest fapt până târziu, când, într-o călatorie din vara anului 1986 în Sudul Californiei, a aflat.